# Орлов дол
 Тази статия е за селото в община Тополовград.  За метеорита вижте Орлов дол (метеорит).  
Орлов дол е село в Южна България. То се намира в община Тополовград, област Хасково.

## География
Селото се намира в северозападното подножие на Сакар планина, на двата бряга на река Соколица, приток на Сазлийка. Релефът е полупланински. Разстояния до най-близките градове – 15 км до Тополовград, 40 км до Гълъбово, 80 км до Стара Загора.

## Културни и природни забележителности
Заселването става от прогонени размирни и непокорни фамилии от района на Троян по време на Първото търновско въстание 1598 г. Хората пазели ревниво своя български и християнски дух. Винаги е имало по няколко свещеника и учители „граматици“. През 1822 построили първото училище, чиято сграда все още съществува в двора на църквата, а през 1927 г. – по-голямо осмокласно. Църквата в селото е построена за 40 дни през 1834 г. и е добре запазена. Има сведения, че в тази църква и в къщите на населението се е укривал Васил Левски, идвал в селото 3 пъти. Селото е с много богата история. В него Васил Левски е учредил революционна организация, от която 64 души са били обесени през 1877 г., в тяхна чест има издигнат паметник в центъра на селото, който наподобява дърво, а на читалището е поставен барелеф на Левски. Читалище в селото е създадено през 1927 г., а през 60-те години на XX век в центъра е построена читалищна сграда с киносалон, библиотека, сладкарница и множество сервизни помещения.
Около селото могат да се видят природните феномени „Казанчето“, „Стените“ и др., както и исторически забележителности като „Калето“ – римски граничен пункт (казарма).

## Личности
- Люцкан Люцканов (1939 – 2018) – български офицер, генерал-лейтенант
- Диньо Божков (1876 – 1966) – възрожденец, учител, преводач и издател, литератор, преподавател в Семинарията. Културното му дело се състои в превеждането на български, издаването и разпространението в близо 600 хил. екземпляра на 40 книги от Григорий Петров.

## Други
Край селото има уранови залежи, чиято експлоатация е започнала през 1969. Добивът е прекратен преди 1998 г.

## Кухня
Типични ястия са боб с ориз, зелник, гюзлеми, карталаци, качамак. Тестените изделия са приоритетни. Курбаните са доста известни.